# Bridgette Gusterson
Bridgette Marie Gusterson OAM, nach Heirat Bridgette Marie Ireland, (* 7. Februar 1973 in Perth) ist eine ehemalige australische Wasserballspielerin. Sie war Weltmeisterschaftsdritte 1998 und Olympiasiegerin 2000.

## Sportliche Karriere
Bridgette Gusterson begann mit dem Wasserballsport, weil ihre Schwester Danielle diesen bereits ausübte. Ab 1992 war Bridgette Mitglied der australischen Wasserball-Nationalmannschaft.
1994 belegte die australische Mannschaft den sechsten Platz bei den Weltmeisterschaften Weltmeisterschaften in Rom. Im Jahr darauf gewannen die Australierinnen den Weltpokal. Von 1995 bis 1997 spielte Gusterson als Profi bei AS Orizzonte Catania in Italien. 1998 bei den Weltmeisterschaften in Perth erreichten die Australierinnen als drittbestes Team ihrer Vorrundengruppe das Viertelfinale und besiegten dann die Ungarinnen. Im Halbfinale unterlagen die Australierinnen den Italienerinnen nach Verlängerung, wobei Gusterson im Halbfinale zwei Treffer erzielte. Im Spiel um den dritten Platz besiegten die Australierinnen mit vier Toren von Gusterson die russische Mannschaft mit 8:5.
1998 wurde bekannt gegeben, dass Wasserball für Frauen als Wettbewerb in das Programm der Olympischen Spiele in Sydney 2000 aufgenommen worden war. Im olympischen Turnier erzielte die Centerspielerin elf Tore, davon zwei im Halbfinale beim 7:6 gegen Russland. Im Finale gewannen die Australierinnen mit 4:3 gegen das Team aus den Vereinigten Staaten. In diesem Spiel gingen alle drei Centerspielerinnen, neben Bridgette Gusterson noch Simone Hankin und Debbie Watson, leer aus. Gusterson warf allerdings den Pass, den Yvette Higgins kurz vor Schluss zum Siegtreffer nutzte. Gustersons Schwester Danielle Woodhouse gehörte 2000 ebenfalls zum australischen Team, kam aber nur in der Vorrunde zum Einsatz.
Nach den Olympischen Spielen in Sydney beendete Gusterson nach 212 Länderspielen, in denen sie über 400 Tore erzielt hatte, ihre Karriere als Leistungssportlerin. 2017 wurde sie in die International Swimming Hall of Fame (ISHOF) aufgenommen. In der Begründung für ihre Aufnahme wird hervorgehoben, dass sie nicht nur als Centerspielerin, sondern auch als Passgeberin sowie Distanzschützin einsetzbar und die beste Allrounderin ihrer Zeit war.